# Hagău (okręg Kluż)
Hagău – wieś w Rumunii, w okręgu Kluż, w gminie Cătina. W 2011 roku liczyła 206 mieszkańców.